# Deti tjugunnykh bogov
Deti tjugunnykh bogov (russisk: Дети чугунных богов) er en russisk-ungarsk spillefilm fra 1993 af Tamás Tóth.

## Medvirkende
- Jeevgenij Sidikhin som Ignat
- Aleksander Kaljagin
- Jurij Jakovlev
- Nikolaj Karnaukhov
- Mikhail Svetin